# Arion
Arion din Metimna (în greacă: Αρίων) (secolele VII - VI î.Hr.) a fost poet antic grec.

## Opera
I se atribuie inventarea ditirambului. În ultimii douăzeci de ani ai secolului al VII-lea, Arion din Metimna a organizat la Corint ditirambul cu coruri regulate și a introdus și satiri. Este posibil ca pentru sacrificiile de animale să fi înlocuit taurinele cu caprine.
A pregătit fuziunea dintre cultul apolinic și cel dionisiac.